# Klaus Höhne
Pour les articles homonymes, voir Höhne.
Klaus Höhne, né le 13 juin 1927 à Hambourg et mort le 21 août 2006 à Murnau am Staffelsee, est un acteur allemand. Il a tourné plusieurs rôles dans la série policière Inspecteur Derrick ainsi que le rôle du Commissaire Konrad dans la série policière Tatort.

## Filmographie partielle

### Films
- 1969 : Les Damnés
- 1977 : Lady Dracula : Mr Hubert
- 1983 : Les Cinquante sauvages : Colonel Hobson
- 1984 : Morgen in Alabama : Le magistrat-président

### Séries télévisées
- 1969 : Der Kommissar : Das Ungeheuer
- 1971 : Tatort : Frankfurter Gold
- 1972 : Tatort : Der Fall Geisterbahn
- 1972 : Tatort : Kressin und die Frau des Malers
- 1972 : Tatort : Strandgut
- 1972 : Tatort : Kennwort Gute Reise
- 1974 : Tatort : Eine todsichere Sache
- 1974 : Derrick : Le chemin à travers bois (Waldweg)
- 1975 : Tatort : Die Rechnung wird nachgereicht
- 1976 : Tatort : Kassensturz
- 1976 : Tatort : Zwei Flugkarten nach Rio
- 1977 : Tatort : Flieder für Jaczek
- 1978 : Tatort : Der Mann auf dem Hochsitz
- 1978 : Derrick : L'erreur (Abendfrieden)
- 1979 : Tatort : Der King
- 1980 : Berlin Alexanderplatz
- 1980 : Le Renard : Magdalena (Magdalena)
- 1981 : Le Renard : L'inconnu (Die Unbekannte)
- 1983 : Tatort : Der Schläfer
- 1984 : Derrick : La vie secrète de Richter (Das seltsame Leben des Herrn Richter)
- 1985 : Tatort : Acht, neun - aus!
- 1987 : Le Renard : Décompte (Die Abrechnung)
- 1998 : Derrick : Anna Lakowski (Anna Lakowski)